# Ouyang Xiu

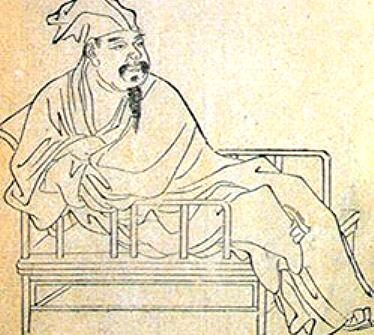
Ouyang Xiu (1007-1072).

Ouyang Xiu (en chino tradicional, 歐陽修, 1007 - 22 de septiembre de 1072) fue un hombre de estado conservador, pero tolerante, que además de ser poeta escribió varios ensayos que lo convierten en uno de los grandes prosistas de la dinastía Song.
Ocho maestros de la prosa china
- Han Yu
- Liu Zongyuan
- Ouyang Xiu 歐陽修
- Su Xun 蘇洵
- Su Shi 蘇軾
- Su Zhe 蘇轍
- Wang Anshi 王安石
- Zeng Gong 曾鞏